# Lavigney
 Lavigney   es una población y comuna francesa, situada en la región de Franco Condado, departamento de Alto Saona, en el distrito de Vesoul y cantón de Vitrey-sur-Mance.

## Demografía
| 153 | 173 | 144 | 134 | 114 | 114 | 121 |
| Para los censos de 1962 a 1999 la población legal corresponde a la población sin duplicidades (Fuente: INSEE [Consultar]) |     |     |     |     |     |     |